# Anna Jagiellonica

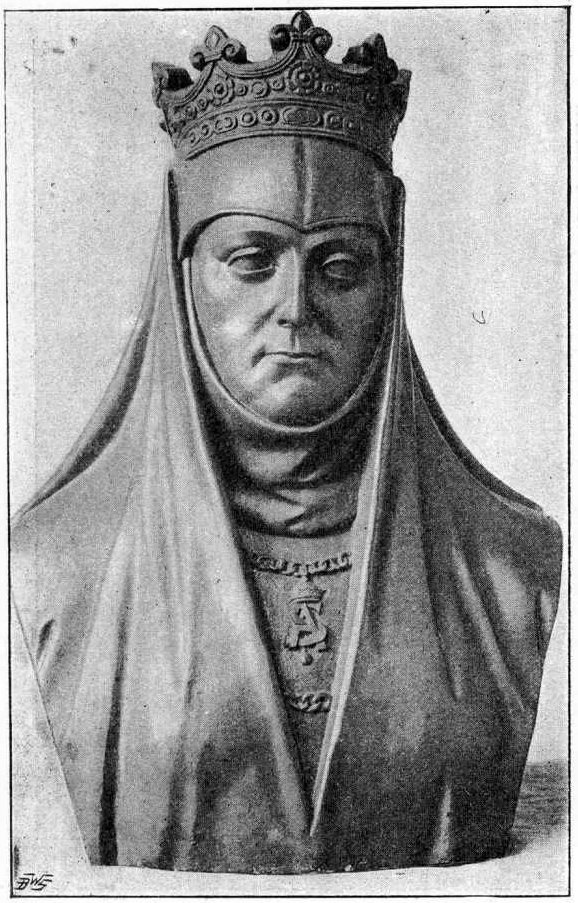
Büste auf ihrem Grabmal

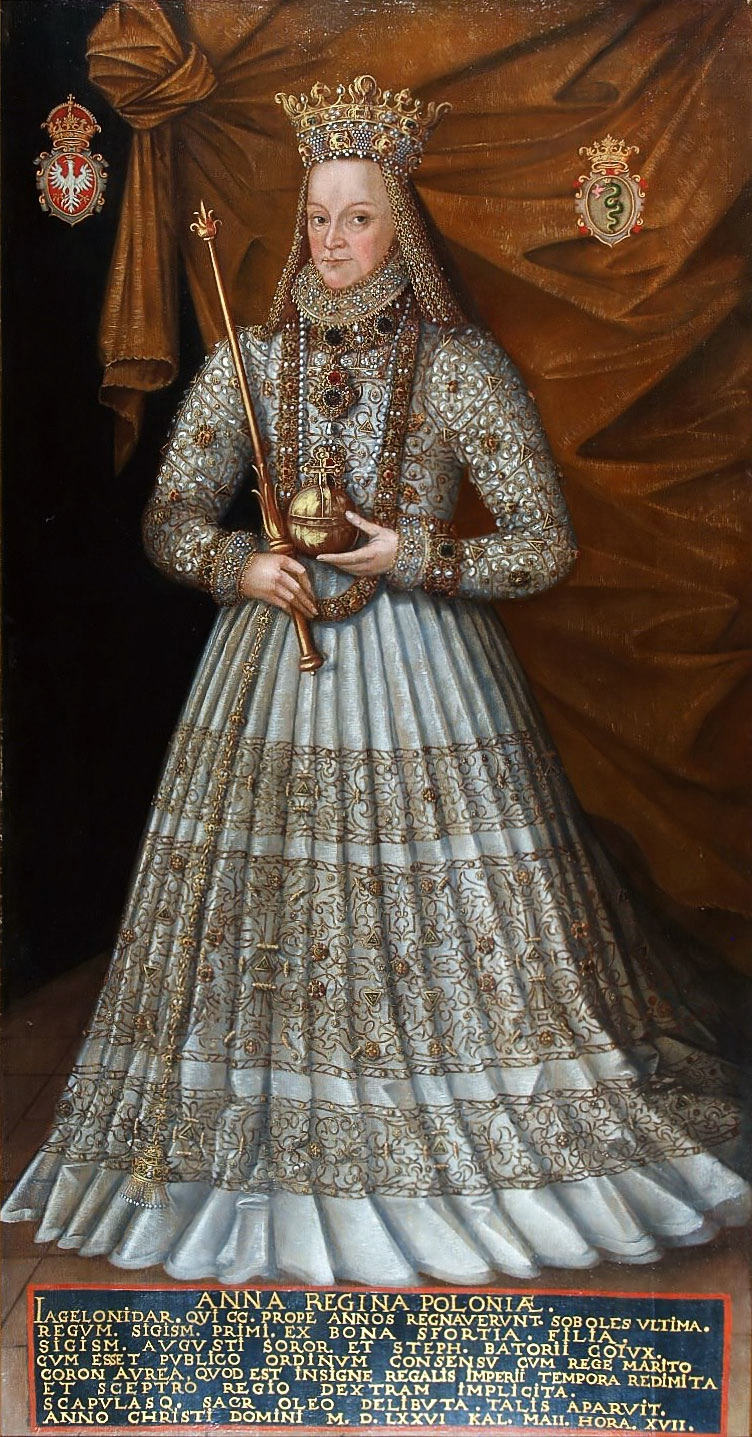
Königin Anna Jagiellonica im Krönungsornat als Staatsoberhaupt von Polen-Litauen (Gemälde von Martin Kober, 1576)

Anna Jagiellonica (polnisch Anna Jagiellonka, litauisch Ona Jogailaitė; * 18. Oktober 1523 in Krakau; † 9. September 1596 in Warschau) war eine polnisch-litauische Prinzessin aus dem Adelsgeschlecht der Jagiellonen. Sie war formell ab 1575 bis zu ihrem Tod als „König“ von Polen und „Großfürst“ von Litauen gewähltes Staatsoberhaupt von Polen-Litauen, während bis 1586 ihr Ehemann Stephan Báthory und anschließend ihr Neffe Sigismund III. Wasa die eigentliche Macht innehatten.

## Titel
Annas offizieller Titel war, wie auch der von Hedwig von Anjou, Król Anna (lat. Anna Dei Gratia Rex Poloniae), das heißt König Anna, da sie im eigenen Recht Herrscherin des Königreichs war und man in Polen keine weibliche Thronfolge kannte. Alle gekrönten Herrscher Polens im eigenen Recht trugen diesen Titel ohne Rücksicht auf das Geschlecht. Die Gemahlinnen der Könige bekamen den Titel Królowa (lat. Regina Poloniae) – Königin erst durch Heirat.
Infolge des offiziellen Bekenntnisses zum Katholizismus als Staatsreligion seitens Königs Johann II. Kasimir (Lemberger Eid 1656) und als Rechtsgarantie dafür wurde auch die Muttergottes zu Królowa Polski (regina) gekrönt. Ein ähnliches Verfahren fand auch in Spanien und Portugal statt.

## Leben

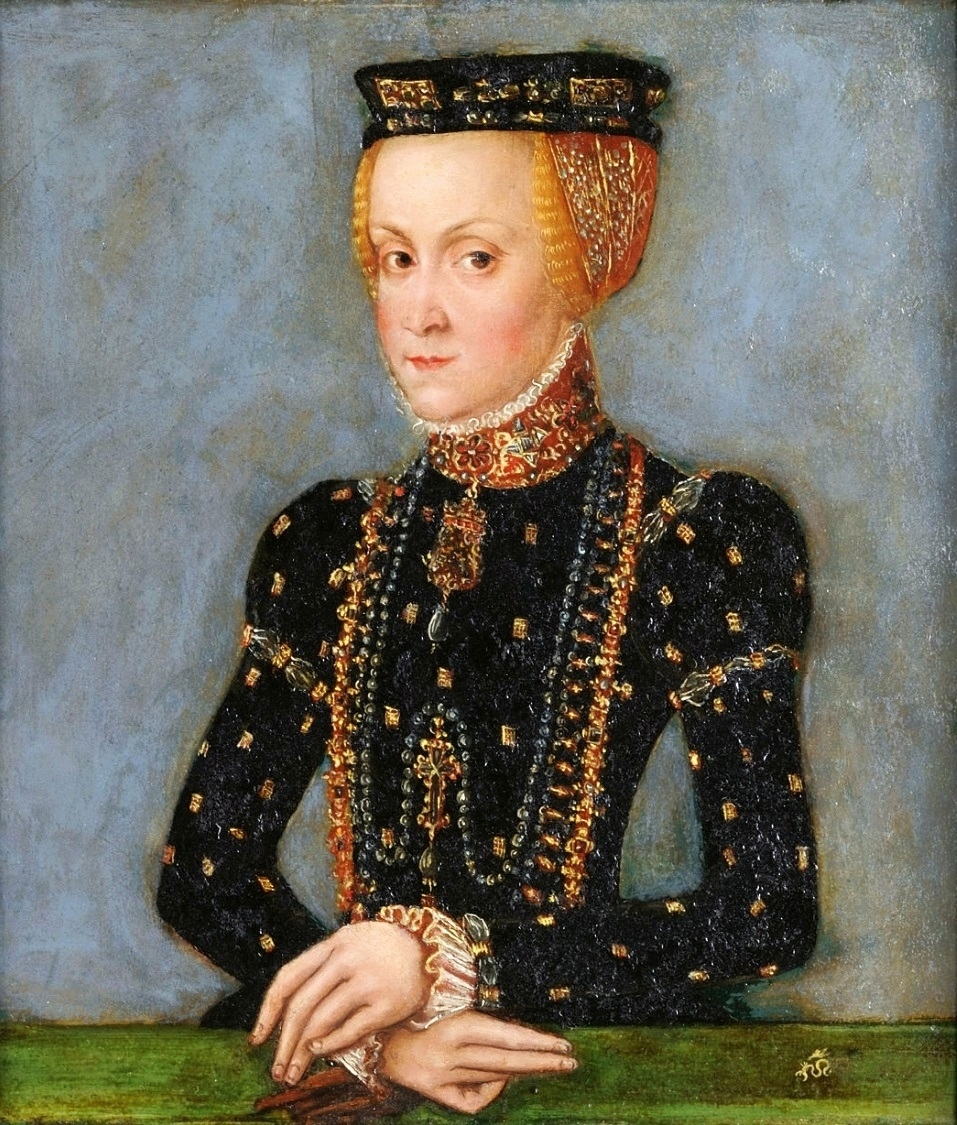
Junge Anna (Lucas Cranach der Jüngere, ca. 1553)

Sie wurde als Tochter von König Sigismund I. von Polen und dessen zweiter Ehefrau, der italienischen Prinzessin Bona Sforza, geboren. Neben ihrem Bruder, der 1548 als Sigismund II. August ihrem Vater auf den Thron folgte, hatte sie mehrere Schwestern, die jedoch alle vor ihr starben.
Ihr Bruder starb 1572. Neben ihren Schwestern Hedwig, Witwe des Kurfürsten Joachim II. von Brandenburg, Sophia, der evangelisch gewordenen Witwe des Herzogs von Braunschweig-Lüneburg, und Katharina, der Königin von Schweden, war die 49-jährige Anna damit eine der letzten Vertreterinnen der Jagiellonen-Dynastie und zudem die einzige, die noch unverheiratet in Polen lebte. Der Adel beschloss, dass der neu zu wählende König sich mit Anna vermählen sollte. Die Krone erhielt 1573 der französische Prinz Heinrich von Valois. Nachdem er jedoch Polen ein Jahr später verlassen hatte, ohne formal abgedankt zu haben, um den französischen Thron nach dem unerwarteten Tod seines Bruders zu besteigen, entstand in Krakau ein Machtvakuum. Am 15. Dezember 1575 wurde Anna zu seinem Nachfolger gewählt. Gleichzeitig begann die Suche nach einem geeigneten Gemahl für sie. Auf Anraten des Kanzlers Jan Zamoyski entschied man sich für Stephan Báthory, den regierenden Fürsten von Siebenbürgen, der zum König von Polen und Großfürst von Litauen gewählt wurde. Anna wurde zum rechtlich gleichgestellten „Mitherrscher“ erkoren, die faktische Macht im Lande lag in den Jahren 1576–1586 dennoch in den Händen ihres Ehegatten.

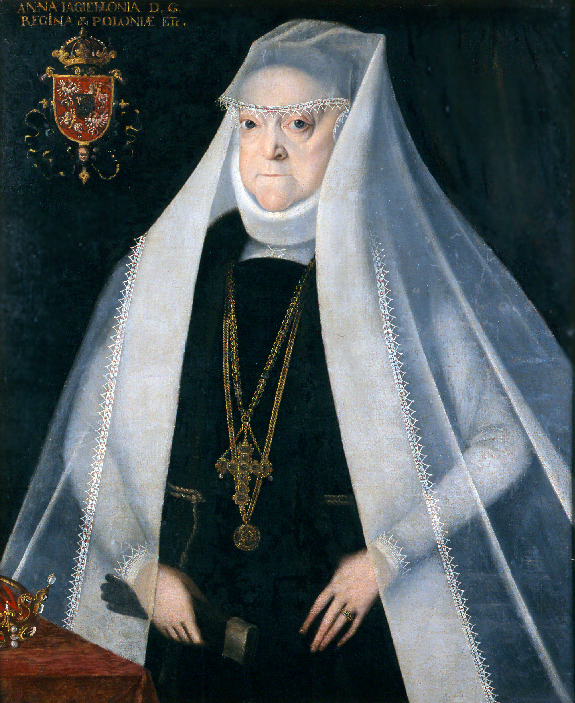
Anna Jagiellonica als Witwe (Martin Kober, nach 1586)

Beim Tod ihres Ehemanns Stephan Báthory war Anna kinderlos. Ihr einziger Erbe war Sigismund, der Sohn ihrer jüngeren Schwester Katharina, der Königin von Schweden. Anna verhalf ihm dazu, den polnischen Thron als Sigismund III. Wasa als Nachfolger ihres Ehemanns zu besteigen.
Die Königin-Witwe starb am 9. September 1596 in Warschau während der Regierungszeit ihres Neffen Sigismund. Sie fand ihre letzte Ruhestätte in der Wawel-Kathedrale zu Krakau. Ihr Grabmal in der Sigismundkapelle wurde von dem Florentiner Architekten und Bildhauer Santi Gucci um 1580 geschaffen.